# Falsche Scham – Vier Episoden aus dem Leben eines Arztes
Falsche Scham – Vier Episoden aus dem Leben eines Arztes ist ein deutscher Aufklärungsfilm von Rudolf Biebrach aus dem Jahr 1926. Um die Figur eines vom Regisseur gespielten Sanitätsrates sind vier Spielhandlungen gruppiert, die mit wissenschaftlichem Anspruch über Geschlechtskrankheiten informieren. 

## Handlung
Erste Versuchung
Ein Sanitätsrat entdeckt in einem Abstrich, der von einem gefallenen Mädchen stammt, die Spuren einer Geschlechtskrankheit. Er findet die Frau am Rummelplatz, wo sie sich zu seinem Schrecken mit zwei Schülern abgibt. Diskret führt er die beiden Jungen zu einer ebenfalls auf dem Rummelplatz vorfindlichen Ausstellung über Geschlechtskrankheiten. Hier sehen sie lebensechte Nachbildungen syphilitischer Erkrankungen, und ein junger Arzt hält einen entsprechenden Vortrag, worauf die beiden Schüler mit der Dirne nichts mehr zu tun haben wollen.
Wenn man das vorher gewußt hätte…!
Ein Student erzählt dem Sanitätsrat von seinem Abenteuer mit einer berückend schönen Bardame. Die Diagnose des Arztes lautete am nächsten Tag: Gonorrhoe. Da der Student die Erkrankung nicht ernst nimmt, führt ihn der Sanitätsrat durch seine Klinik, wo er ihm mehrere schwerwiegende Folgen der Krankheit demonstriert, die eine Operation unvermeidlich machen. Zuletzt führt er ihm einen Augentripper bei einem Säugling vor. Bei ihrem nächsten Aufeinandertreffen sprechen der Sanitätsrat und der nun geläuterte Student über Schutzmaßnahmen und Statistiken.
Geißel der Menschheit
Eine junge Frau wird bei einer befreundeten Familie des Sanitätsrates als Amme engagiert. Nachdem sie sich mit einem jungen Mann eingelassen hat, säugt sie das Kind weiter, obwohl sie einen Hautausschlag an der Brustwarze festgestellt hat. Der schließlich von der Mutter herbeigerufene Arzt diagnostiziert Syphilis. Nachdem das Mädchen von den Eltern entlassen worden ist, engagiert sie der Sanitätsrat als Aufwärterin für seine Klinik. Hier wird sie nicht nur behandelt, sondern erlebt das Elend der Krankheit in allen Stadien. Am Ende findet die Amme Verzeihung bei den Eltern des inzwischen geheilten Babys.
Durch Wissen zur Heilung
Eine junge, an Syphilis erkrankte Patientin erzählt dem Sanitätsrat ihre Vergangenheit. Als Waise war sie von ihrer Tante und ihrem Onkel adoptiert worden, obwohl beide schwer syphilitisch waren. Die Tante landete schließlich im Irrenhaus, der Onkel im Siechenhaus. Wiederum verwaist, ließ sie sich mit einem jungen Mann ein, der sie sofort verließ, nachdem sie an sich einen Ausschlag entdeckte. Sie wandte sich an die Polizei, die den Mann vorlud und ihm die Verordnung der Reichsregierung vom 11. Dezember 1918 zur Bekämpfung der Geschlechtskrankheiten erläuterte. Auch danach bleibt der Mann, mit dem das Mädchen inzwischen verlobt ist, weiterhin wankelmütig, und das Mädchen muss ihn in einem Lokal aus den Klauen einer Verführerin befreien. Der Sanitätsrat rät dem Mädchen, sich von ihm zu trennen, da er im Unterschied zu ihr noch nicht geheilt sei. Zuletzt kommt der Mann jedoch von sich aus zum Sanitätsrat, und die endgültige Heilung gelingt. Das Mädchen und der Mann heiraten, und als beide ein gesundes Kind bekommen, laden sie den Sanitätsrat ein, die Patenschaft zu übernehmen.

## Weiteres
Die Uraufführung erfolgte am 15. März 1926 in Berlin, Mozartsaal. Parallel zum Film brachte die UFA ein Buch gleichen Titels des Cö-Autors Curt Thomalla heraus. Es erläutert die Filmhandlung mit wissenschaftlichen Vorträgen und zahlreichen Abbildungen.
Die Regierung der Republik Baden beantragte am 30. Dezember 1926 das nachträgliche Verbot des Films für Jugendliche, weil er geeignet sei, auf Kinder und Jugendliche nachteilig einzuwirken. Durch die Darstellung der Gelegenheiten, bei denen die handelnden Personen sich infiziert hätten, werde bei jugendlichen Beschauern die beabsichtigte Abschreckung zugunsten einer Verlockung herabgemindert. Die Film-Oberprüfstelle folgte jedoch am 31. Januar 1927 den Darlegungen eines Sachverständigen des Reichsgesundheitsamtes, wonach der Schaden, der durch ein Verbot des Films für Jugendliche zwischen 16 und 18 Jahren entstehe erheblich größer sei als die Gefährdung des Kreises der Jugendlichen unter 14 Jahren und sah deshalb davon ab, die Zulassung vor Jugendlichen besonderen Beschränkungen zu unterwerfen.

## Kritiken
Die Filmzeitung Der Film bemerkte in der Ausgabe 11/1926, Falsche Scham habe eine wesentlich undankbarere Aufgabe als Wege zu Kraft und Schönheit. Dennoch müsse „dieser tapfere und unerschrockene Versuch, mit Hilfe des zugkräftigsten Propagandamittels, des Films, mitzuarbeiten an der Bekämpfung der Volksseuchen, aufs freudigste begrüßt werden.“ Auch die schauspielerischen Leistungen hätten Niveau, wobei eine kurze Szene mit Frida Richard besonders erwähnt wird. Die Kulturfilmabteilung der Ufa könne diesen Film,  der von der Reichszensurbehörde auch für Jugendliche freigegeben worden sei, als neuen großen Erfolg für sich buchen.